# Неофіт (патріарх Болгарський)
Патріарх Неофіт (болг. Патриарх Неофит; у миру Симеон Николов Димитров; 15 жовтня 1945 , Софія, Третє Болгарське царство  — 13 березня 2024 , Софія, Софія, Болгарія ) — болгарський православний релігійний діяч. Патріарх Болгарський і Митрополит Софійський з 24 лютого 2013 року до 13 березня 2024 року.

## Біографія
Народився 15 жовтня 1945 в Софії. У 1965 році закінчив Черепішську духовну семінарію. У 1971 році закінчив Софійську духовну академію, після чого був направлений на навчання до аспірантури Московської духовної академії. За працю «Московський синодальний напрямок в російському церковному співі та його значення» був відзначений ступенем кандидата богослов'я. Одночасно з аспірантурою закінчив і регентське відділення при Московській духовній академії. Кандидатський знак «Перший золотий камертон» регентського класу йому вручив Патріарх Московський і всієї Русі Пимен.
Після повернення з Москви він був призначений 1 вересня 1973 року в Софійську духовну академію викладачем східноцерковного співу і регентом студентського хору. 3 серпня 1975 в Троянському монастирі Патріархом Болгарським Максимом був пострижений у чернецтво з ім'ям Неофіт і поступив під духовне керівництво тодішнього ігумена обителі архімандрита Геласія. 15 серпня 1975 висвячений у сан ієродиякона, а 25 березня 1976 року — у сан ієромонаха Патріархом Максимом. З 30 вересня 1975 року — регент Софійського священицького хору.
15 липня 1977 повернувся до викладацької діяльності в Софійській академії, як старший викладач східноцерковного співу і богослужбової практики, яким залишався до 1980 року. 21 листопада 1977 був зведений в сан архімандрита. 1 січня 1981 був призначений на посаду протосингела Софійської митрополії. 8 грудня 1985 року в Патріаршому соборі Олександра Невського був висвячений на єпископа Левкійського, вікарія Софійській митрополії. 1 грудня 1989 був призначений ректором Софійській духовній академії, а після перетворенням академії в богословський факультет Софійського університету 1 липня 1991 став його першим деканом з 26 липня того року.
27 січня 1992 був призначений головним секретарем Священного Синоду Болгарської Православної Церкви. 27 березня 1994 обраний митрополитом Доростольським і Червенським з кафедрою в Русе. Після поділу єпархії на Доростольську і Русенську рішенням V Церковно-народного собору від 17 грудня 2001 року став митрополитом Русенським. З 28 жовтня 2009 по 24 січня 2010 року тимчасовий керував Доростольською єпархією.
24 лютого 2013 був обраний Патріархом Болгарської Православної Церкви 90 голосами проти 47 (за митрополита Гавриїла Ловчанського).
Помер о 22:22 13 березня 2024 року у Військово-медичному госпіталі Софії.

## Нагороди
- Орден князя Ярослава Мудрого I ст. (Україна, 27 липня 2013) — за визначну церковну діяльність, спрямовану на піднесення авторитету православ'я у світі, та з нагоди відзначення в Україні 1025-річчя хрещення Київської Русі[5]